# Gert Elsässer
Gert Elsässer (* 1949 in Innsbruck) ist ein ehemaliger österreichischer Skeletonfahrer.
Gert Elsässer ist einer der Pioniere des modernen Skeletonsports. Der Innsbrucker wurde sowohl 1981 in Igls erster Skeletoneuropameister, wie auch ein Jahr darauf in St. Moritz erster Skeletonweltmeister. Den Europameistertitel konnte er im Jahr 1982 in Königssee verteidigen. 1983 gewann er bei seinen letzten Europameisterschaften in Igls hinter Alain Wicki nochmals Silber. Zwischen 1979 und 1984 wurde Elsässer sechsmal in Folge Österreichischer Meister.